# 김다빈 (바둑 기사)
김다빈(金多彬, 2001년 3월 1일 ~ )은 대한민국의 바둑 기사이다.

## 약력
서울 출신으로 충암 바둑도장에서 바둑 공부를 했고, 유창혁, 최원용, 김대용 사범의 지도를 받았다. 한국기원 연구생 소속으로 2019년 세계아마선수권대회 국가대표 선발전에서 우승하여 한국대표로 선발되었고, 2021년에 개최된 제41회 세계아마바둑선수권대회에 5승1패로 3위를 기록했다. 
2022년 인천시장배 주니어부에서 우승했고 1004섬 신안 전국최강부에서 준우승을 차지했다. 이후 2023년 제154회 일반입단대회를 통과하여 프로 바둑 기사가 되었다. 2023년에 2단으로 승단했다. 같은 해 8월 2단을 거쳐 이듬해 7월에 3단으로 승단했다.